# Liste der Wappen in Spanien
Die Liste der Wappen in Spanien beinhaltet alle in der Wikipedia gelisteten Wappen der Autonomen Gemeinschaften Spaniens. In dieser Liste werden die Wappen mit dem Link zur Autonomen Gemeinschaft und gegebenenfalls zur Liste der Wappen der jeweiligen Untergliederung angezeigt. 

## Wappen von Spanien

Spanien Wappen Spaniens
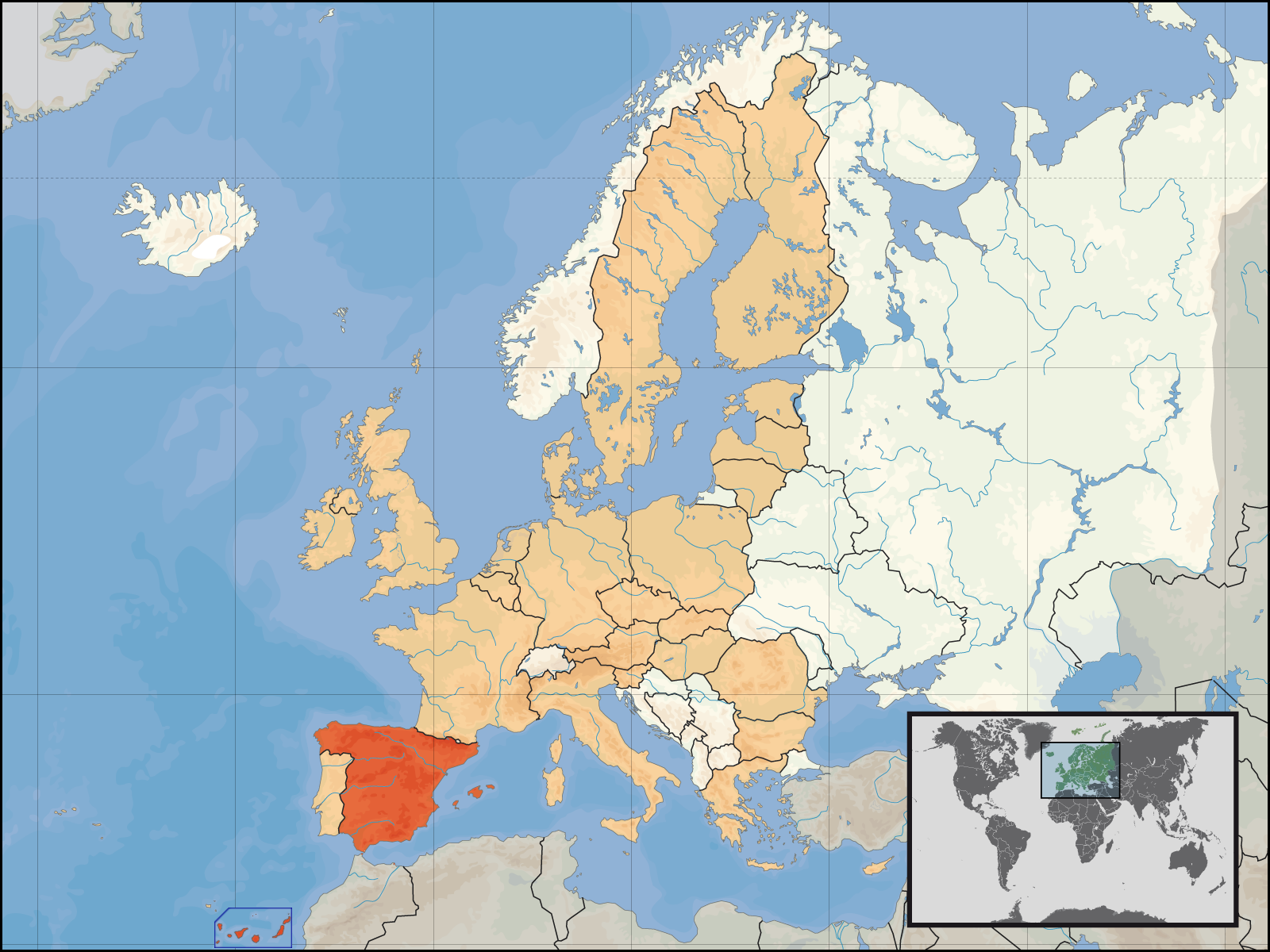
Lage von Spanien

## Wappen der Autonomen Gemeinschaften Spaniens

Andalusien Wappen Andalusiens
Aragonien Wappen Aragoniens
Asturien Wappen Asturiens
Balearische Inseln Wappen der Balearischen Inseln
Baskenland Wappen des Baskenlandes
Extremadura Wappen der Extremadura
Galicien Wappen Galiciens
Kanarische Inseln Wappen der Kanarischen Inseln
Kantabrien Wappen Kantabriens
Kastilien-La Mancha Wappen von Kastilien-La Mancha
Kastilien und León Wappen von Kastilien und León
Katalonien Wappen von Katalonien Wappen der Comarques in Katalonien
La Rioja Wappen von La Rioja
Madrid Wappen von Madrid
Murcia Wappen der Region Murcia
Navarra Wappen Navarras
Valencia Wappen der Region Valencia

## Wappen der Autonomen Städte Spaniens

Ceuta Wappen Ceutas
Melilla Wappen Melillas

## Wappen der spanischen Provinzen

### Autonome Gemeinschaft Andalusien

Wappen der Provinz Almería
Wappen der Provinz Cádiz
Wappen der Provinz Córdoba
Wappen der Provinz Granada
Wappen der Provinz Huelva
Wappen der Provinz Jaén
Wappen der Provinz Málaga
Wappen der Provinz Sevilla

### Autonome Gemeinschaft Aragonien

Wappen der Provinz Huesca
Wappen der Provinz Saragossa
Wappen der Provinz Teruel

### Autonome Gemeinschaft Baskenland

Wappen der Provinz Álava
Wappen der Provinz Bizkaia
Wappen der Provinz Gipuzkoa

### Autonome Gemeinschaft Extremadura

Wappen der Provinz Badajoz
Wappen der Provinz Cáceres

### Autonome Gemeinschaft Galicien

Wappen der Provinz A Coruña
Wappen der Provinz Lugo
Wappen der Provinz Ourense
Wappen der Provinz Pontevedra

### Autonome Gemeinschaft Kanarische Inseln

Wappen der Provinz Las Palmas
Wappen der Provinz Santa Cruz de Tenerife

### Autonome Gemeinschaft Kastilien-La Mancha

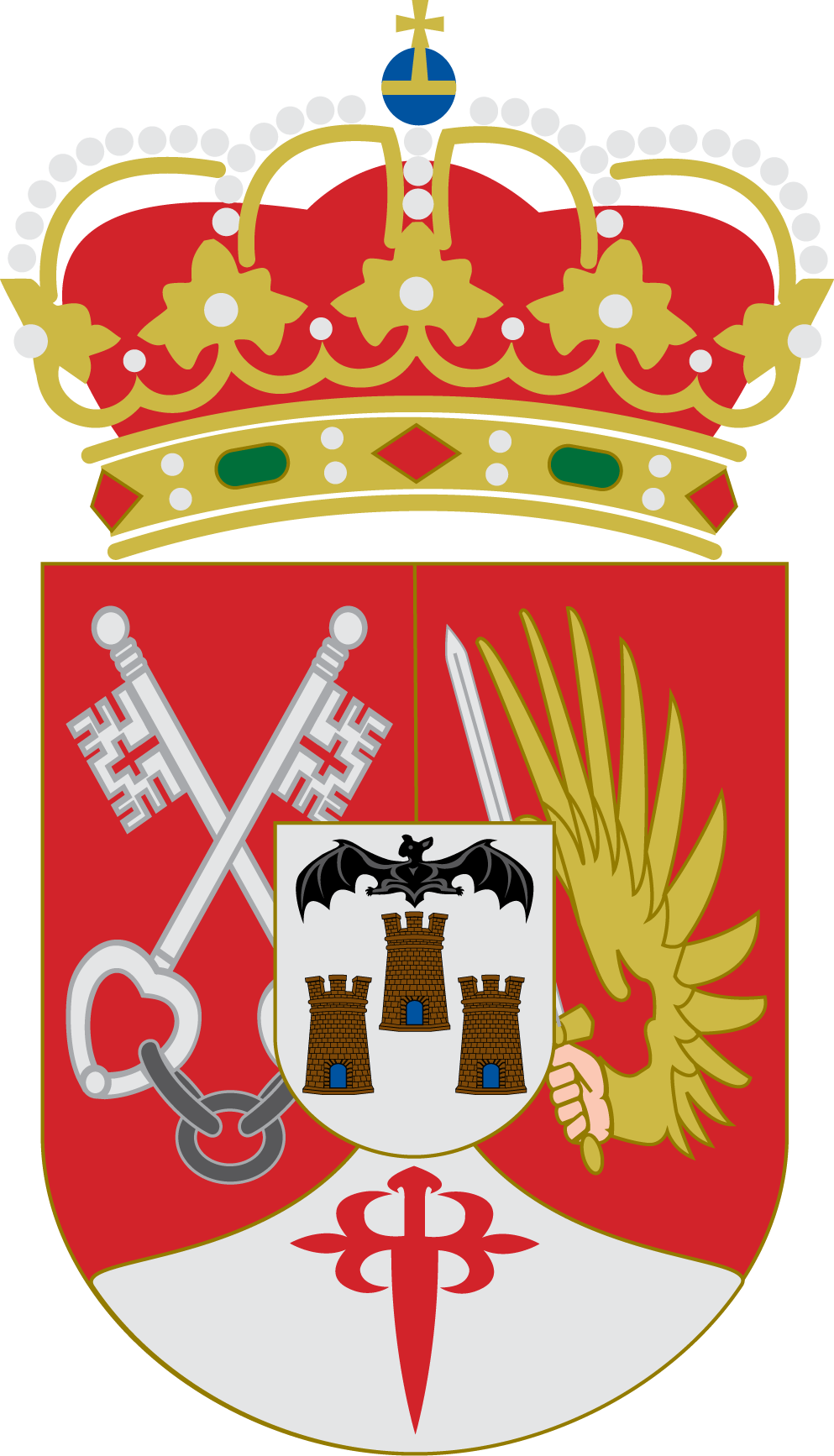
Wappen der Provinz Albacete
Wappen der Provinz Ciudad Real
Wappen der Provinz Cuenca
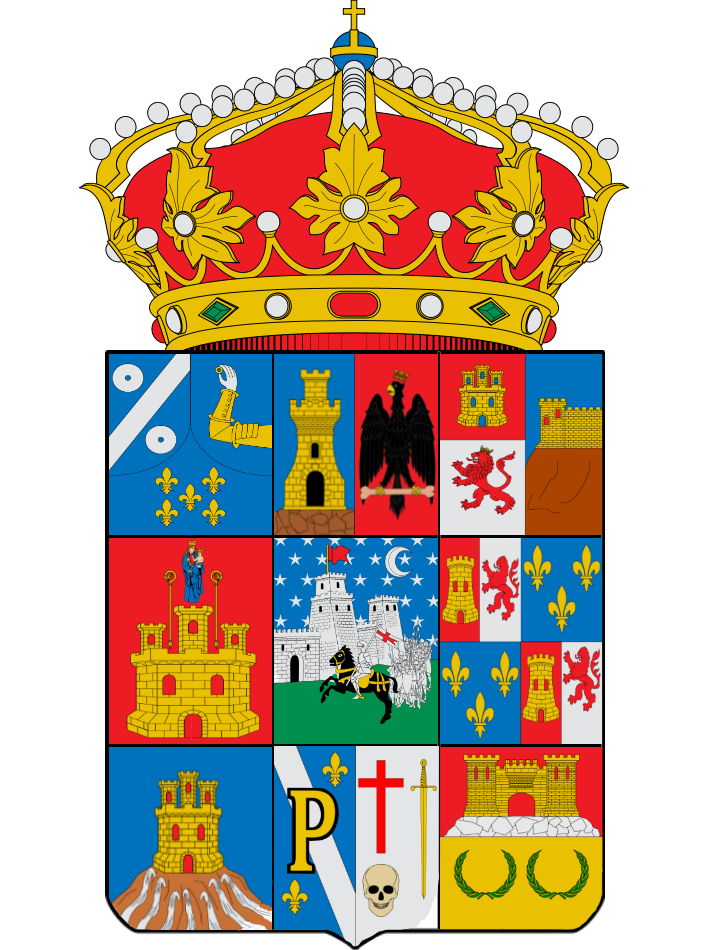
Wappen der Provinz Guadalajara
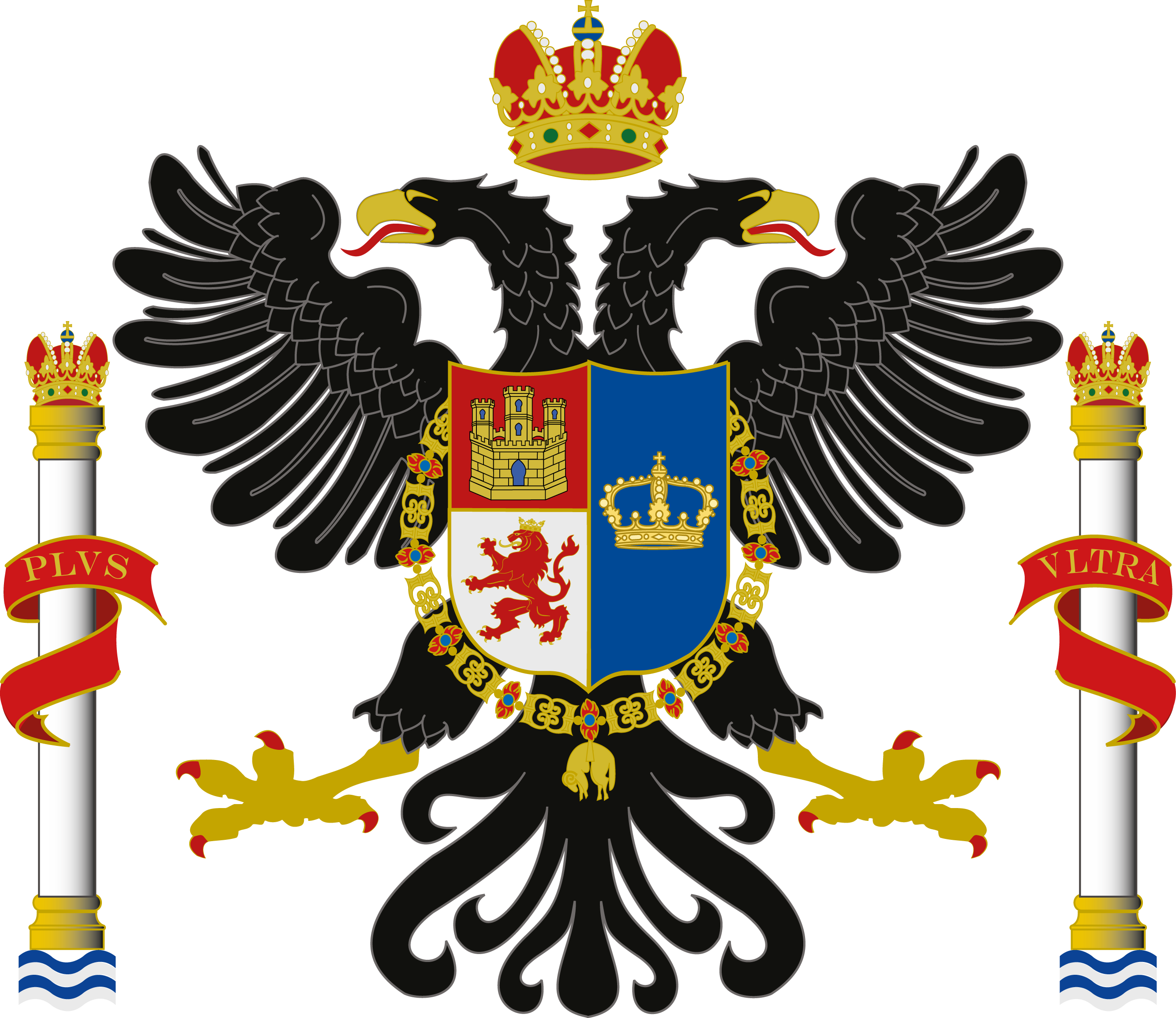
Wappen der Provinz Toledo

### Autonome Gemeinschaft Kastilien und León

Wappen der Provinz Ávila
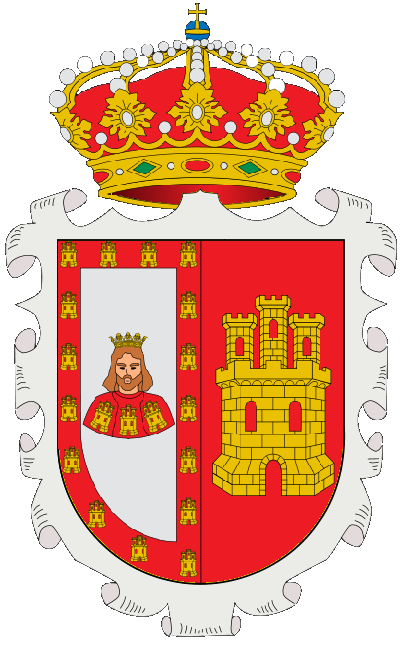
Wappen der Provinz Burgos
Wappen der Provinz León
Wappen der Provinz Palencia
Wappen der Provinz Salamanca
Wappen der Provinz Segovia
Wappen der Provinz Soria
Wappen der Provinz Valladolid
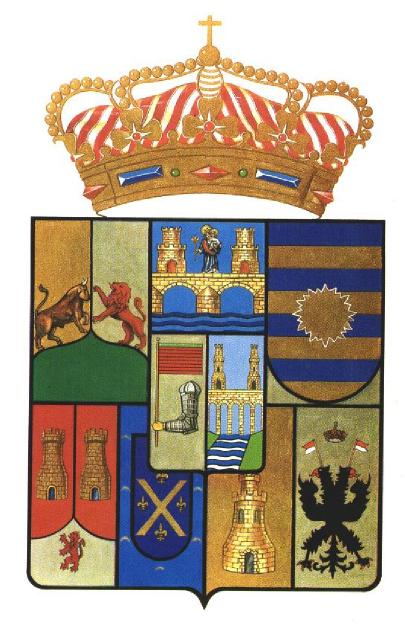
Wappen der Provinz Zamora